# Brunyiment (ceràmica)

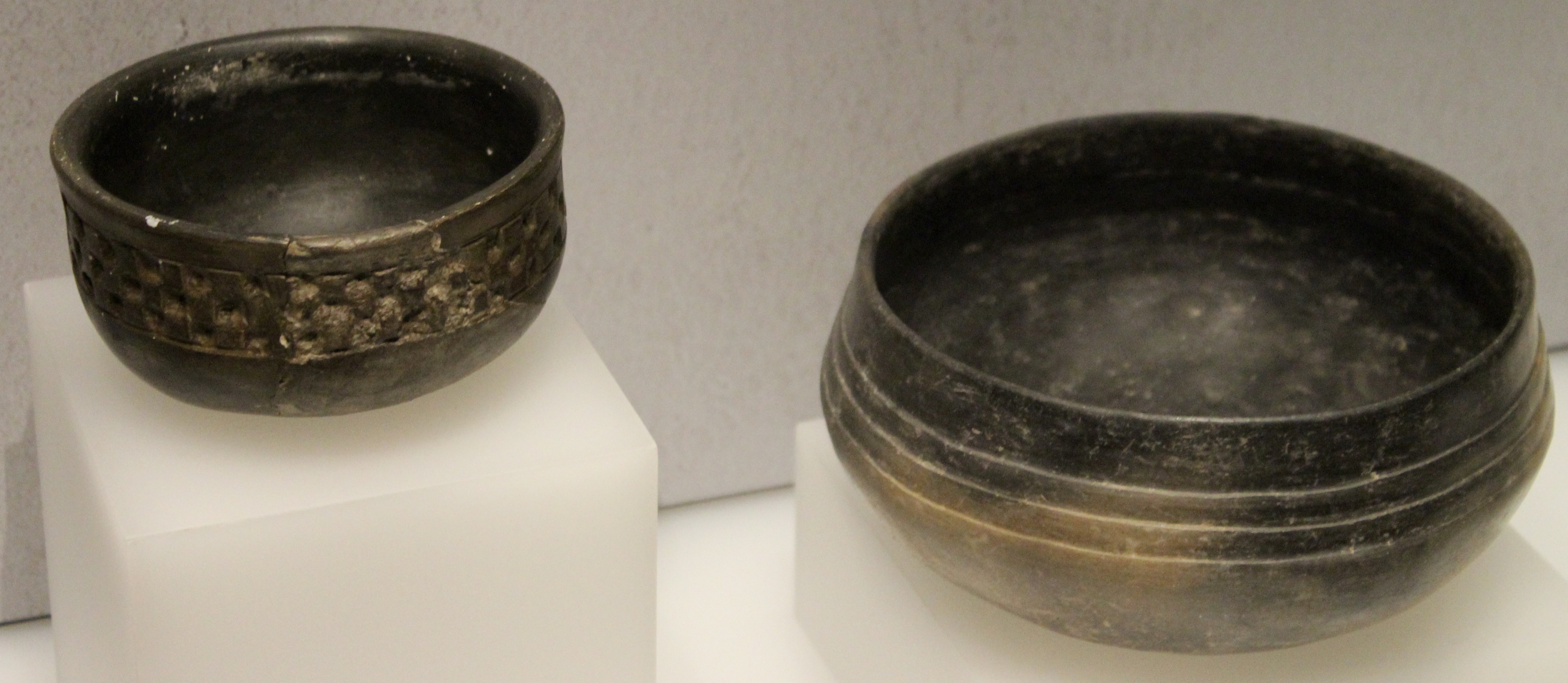
Ceràmica tartèssia del període denominat de "reticle brunyit", anterior a la colonització fenícia, al Museu Arqueològic Nacional

El brunyiment és una tècnica decorativa que en terrissa consisteix a fregar la superfície argilenca d'una peça ceràmica fins a aconseguir una aparença polida i lluent, i amb una certa suavitat tàctil. Usat des del bronze final com a tècnica de retoc, es troba en moltes cultures diverses de l'antiguitat.

## Eines obrunyidors
Les eines per fregar la superfície d'una peça són molt variades: el dit del terrisser, un pal de fusta, pedres, llavors, objectes de plàstic, ossos... i es poden alternar o intercanviar al llarg del procés fins a obtenir l'efecte desitjat. També poden usar-se com a brunyidors recursos com «mitja canya, badanes, una bola de cristall o metall... però sempre sense angles ni ressalts».

## Tècnica
El brunyiment es pot realitzar quan la peça està humida, en estat de duresa de cuir o quan ja està seca. Alguns artesans consideren que l'efecte del poliment s'aconsegueix millor en la segona opció per:[5]
- Quan la peça està acabada de fer es pot deformar per la pressió exercida o la simple manipulació.
- Quan la peça està totalment seca és propensa a esquerdar-se amb la pressió de les eines, sobretot si té les parets fines.
- L'estat ideal per al brunyiment de la peça és l'anomenat «moment de duresa de cuir», quan el fang o argila no estan tan tous com per deformar-se però no són tan fràgils com per esquerdar-se durant el procés.

## Detalls i recomanacions
Alguns especialistes terrissers proposen aquests trucs, observacions o recomanacions:[5]
- El brunyiment pot disminuir de lluentor després d'una crema en forn elèctric.
- La pressió exercida amb l'eina s'ha de fer-se amb molta sensibilitat, observant sempre la part on es brunyeix, la forma general de la peça, com se sosté la peça amb el cos del ceramista o amb l'ajut d'una superfície tova.
- És recomanable brunyir en una sola direcció.
- El microscopi ha descobert que les partícules argilenques tenen forma hexagonal i plana, l'eina de poliment ordena les partícules que estan en moltes direccions en la superfície de la peça.
- Convé evitar barrejar el procés de brunyiment i l'encerat o poliment amb cera.
- El brunyiment manual artesà no pot aspirar a aconseguir l'acabat dels processos o tractaments industrials, però dona a la peça més personalitat.